# Landeswettbewerb Mathematik Baden-Württemberg
Der Landeswettbewerb Mathematik Baden-Württemberg ist ein Mathematikwettbewerb, der sich an die Schüler von Realschulen und Gymnasien bis einschließlich Klasse 10 in Baden-Württemberg richtet. Er wurde im Jahr 1987 gegründet; seit 1998 besteht er in Zusammenarbeit mit dem Landeswettbewerb Mathematik Bayern.
Der Wettbewerb besteht aus zwei Runden, die zu Hause zu bearbeiten sind.

## Erste Runde
Der Wettbewerb beginnt mit dem Schulanfang. In der ersten Runde gibt es sechs Aufgaben, von denen die Teilnehmer bis zu vier zur Bearbeitung auswählen können.  Während für die Klassenstufen 5–9 dabei freie Auswahl besteht, dürfen von den Schülern der 10. Klasse die erste, vergleichsweise einfache Aufgabe nicht bearbeitet werden, bis zum Wettbewerb 2008 durften sie auch die zweite Aufgabe nicht bearbeiten. Die Aufgaben können alleine oder in Gruppen von bis zu drei Schülern gelöst werden. Es müssen sämtliche Zwischenschritte zur Ergebnisfindung angegeben und begründet werden, das Endergebnis allein reicht nicht aus.
Die Lösungen der Aufgaben werden an die Jury des Wettbewerbs gesandt, die jede Aufgabe (nach Kriterien wie mathematische Vollständigkeit und Richtigkeit und sprachliche Verständlichkeit) mit bis zu vier Punkten bewertet, es können also maximal 16 Punkte erreicht werden. Je nach erreichter Gesamtpunktzahl können dann für die Lösungen erste (ab 14 Punkten), zweite und dritte Preise (ab 8 Punkten) vergeben werden. Alle mit einem Preis ausgezeichneten Einzelteilnehmer erhalten eine Urkunde sowie einen Buchpreis. Darüber hinaus qualifizieren sich alle ersten und zweiten Preisträger für die zweite Runde. Erfolgreiche Teilnehmer aus den Klassenstufen 5 bis 7 werden seit dem Wettbewerb 2009 zu mathematischen Wochenendseminaren eingeladen.

## Zweite Runde
In der  zweiten Runde ist keine Gruppenarbeit mehr zugelassen. Es werden vier Aufgaben gestellt, von denen höchstens drei bewertet werden. Da bei jeder Aufgabe wieder bis zu vier Punkte zu erreichen sind, kann man in dieser Runde insgesamt maximal zwölf Punkte erzielen. Es gibt keine weiteren Sachpreise zu gewinnen, die 60 besten Teilnehmer qualifizieren sich jedoch für ein mathematisches Seminar.

## Seminar
Die sechzig besten Schüler der zweiten Runde qualifizieren sich für ein mathematisches Seminar, das im Frühjahr für etwa eine Woche während der Schulzeit stattfindet und vom Land Baden-Württemberg finanziert wird. Die besten Schüler der unteren Klassenstufen 5–7 werden zu einem mathematischen Wochenende eingeladen.

## Geschichte
Die Struktur der Landeswettbewerbe richtet sich an den entsprechenden Bundeswettbewerben und an fachgebundenen Olympiaden für Schüler aus.
Die Initiative zu den lokalen, süddeutschen Wettbewerben kam vom Tag der Mathematik, der seit 1985 in Baden-Württemberg an Universitäten stattfindet. Er wurde von MINT (Mathematik, Informatik, Naturwissenschaften, Technik)
an der Universität Ulm getragen, in Zusammenarbeit mit hessischen Veranstaltern. Außer dem eintägigen Wettbewerb werden in diesem Programm Sommerschulen oder Kurse mit Universitätsprofessoren oder -dozenten als Lehrer für Schüler aus der Region einer Universität angeboten. Die Schüler haben dabei die Möglichkeit, einen späteren Studienort kennenzulernen, ihr Talent mit Schülern anderer Schulen zu vergleichen und Freundschaften unter Gleichtalentierten zu schließen.